# Greg Serano
Greg Serano (* 7. August 1972 in New York) ist ein US-amerikanischer Schauspieler, der vor allem als Pablo Betart in der Fernsehserie Wildfire auftrat. Er spielte außerdem in den Filmen Natürlich blond, Dämonisch und National Security mit. Neben Wildfire trat Serano in zahlreichen weiteren TV-Serien auf.
Serano hat 1997 geheiratet und lebt mit seiner Frau und seinen beiden Töchtern in New Mexico.

## Filmografie (Auswahl)
- 1996–1997: Dangerous Minds – Eine Klasse für sich (Dangerous Minds, Fernsehserie)
- 1997: The Journey: Absolution
- 2001: Natürlich blond (Legally Blonde)
- 2002: Saint Sinner
- 2002: CSI: Den Tätern auf der Spur (CSI: Crime Scene Investigation, Fernsehserie, Episode 3x07)
- 2003: National Security
- 2005–2008: Wildfire (Fernsehserie, 51 Episoden)
- 2008: Conspiracy – Die Verschwörung (Conspiracy)
- 2008: Felon
- 2008: Beer for My Horses
- 2009: Terminator: Die Erlösung (Terminator Salvation)
- 2010: Deadly Impact
- 2010: Scoundrels (Fernsehserie, sieben Episoden)
- 2011: Unforgettable (Fernsehserie, Episode 1x10)
- 2014–2018: Power (Fernsehserie)
- 2015: Apokalypse Los Angeles (LA Apocalypse)
- 2015: Marvel’s Agent Carter (Fernsehserie, 1 Episode)
- 2016: Navy CIS (NCIS, Fernsehserie, 1 Episode)
- 2016: Castle (Fernsehserie, 1 Episode)
- 2016: Lethal Weapon (Fernsehserie, 1 Episode)
- 2018: Navy CIS: L.A. (NCIS: Los Angeles, Fernsehserie)
- 2019: Hawaii Five-0 (Fernsehserie, 1 Episode)
- 2020: Navy CIS: New Orleans (NCIS: New Orleans, Fernsehserie, 1 Episode)
- 2020: The Rookie (Fernsehserie)
- 2022: Mayans M.C. (Fernsehserie)